# ALIKA
ALIKA a.s. (Alika) je česká potravinářská firma, která se věnuje výrobě pražených ořechů, slaných snacků a balením sušeného ovoce. Alika byla založena roku 1992 a během svého působení získala řadu ocenění.

## Historie

### Začátky firmy – pražení kávy
Alika je česká potravinářská firma, kterou v devadesátých letech vybudovala z malé pražírny kávy prostějovská rodačka Jana Kremlová se svým manželem Pavlem Kremlou. Jméno Alika vzniklo zkrácením slov Ali káva. V březnu roku 1992 firma získala první živnostenský list, právě na pražení a balení kávy. Jejich podnikání však zastavil dovoz kávy s vyšším podílem levnější robusty.

### Přesun k pražení ořechů
Poté se Kremlovi začali zaměřovat na pražení podzemnice olejné – arašídy. Manželé v malých prostorách pražili podzemnici 24 hodin denně, sedm dní v týdnu, několik měsíců. Z malých prostor se firma přesunula do Čelechovic na Hané, kde koupila malý mlýn. V roce 2003 však ani tato budova nestačila, a tak Alika koupila poničené a plevelem zarostlé zemědělské družstvo v Čelčicích a na jeho místě vybudovala nové sídlo společnosti.

## Výrobní závod
Alika nadále sídlí v Čelčicích. Na výrobní ploše se nachází výrobní závod, jehož součástí jsou i vlastní řízené sklady surovin, hotových výrobků a chlazený sklad. Mimo to je v areálu podniková prodejna. Rodinná firma zaměstnává zhruba 100 lidí, z toho přibližně 70 výrobních dělníků. Ročně vyprodukuje více než 6 000 tun zpracovaných surovin, a tím patří k jedné z největších středoevropských pražíren. Ořechy dováží Alika z celého světa – například arašídy pocházejí z Argentiny nebo Číny, kešu z Indie nebo Vietnamu a pistácie z Íránu nebo Kalifornie.
Alika zpracovává nejen ořechy, ale i semínka, sušené i lyofilizované ovoce a zeleninu a třtinový cukr. Celkem se zaměřuje asi na sedmdesát druhů komodit a v portfoliu pak má víc než tisíc produktů. Část je pod vlastními chráněnými značkami, část vyrábí pod značkami obchodních řetězců nebo distributorů, e-shopů a podobně. Největší díl produkce jde dalším zpracovatelům jako polotovary pro výrobu (müsli tyčinky, zmrzliny, dezerty, ...). Největšími obchodními partnery jsou firmy na Slovensku, v Holandsku, Dánsku, Švédsku, Rakousku a Německu.
Firma provozuje také vlastní e-shop, ve kterém nabízí svoje produkty přímo z pražírny.

## Ocenění
- 2004 – vítěz soutěže Zlatá Salima v kategorii pochutiny.[4]
- 2013 – finalista celostátního kola v soutěži EY podnikatel roku o nejlepší podnikatelský příběh.[4]
- 2014 – umístění mezi 10 finalistů CZECH TOP 100 v kategorii Zemědělství, potravinářství.[4]
- 2016 – Vodafone Firma roku 2016 Olomouckého kraje.[11]

- 2016 – Česká spořitelna Živnostník roku 2016 Olomouckého kraje.[11]
- 2017 – Forbes – Nejvlivnější ženy Česka, umístění Jany Kremlové na 111. místě.[4]
- 2018 – Forbes – Rodinné firmy umístění mezi TOP 100 největších rodinných firem.[4]
- 2019 – finalista Vodafone Firma roku Olomouckého kraje.[4]
- 2020 – Zlatá Merkurova medaile.[4]
- 2021 – Forbes – Nejvlivnější ženy Česka, umístění Jany Kremlové na 105. místě.[12]
- 2022 – ocenění KLASA za DrRashid Mák modrý a Arašídová mouka.[4]